# Флоренс (Індіана)
Флоренс (англ. Florence) — переписна місцевість (CDP) в США, в окрузі Світзерленд штату Індіана. Населення — 60 осіб (2020).

## Географія
Флоренс розташований за координатами 38°47′4″ пн. ш. 84°55′21″ зх. д. / 38.78444° пн. ш. 84.92250° зх. д. (38.784579, -84.922451).  За даними Бюро перепису населення США в 2010 році переписна місцевість мала площу 0,39 км², з яких 0,35 км² — суходіл та 0,04 км² — водойми.

## Демографія
Згідно з переписом 2010 року, у переписній місцевості мешкало 80 осіб у 35 домогосподарствах у складі 19 родин. Густота населення становила 203 особи/км².  Було 50 помешкань (127/км²).
Расовий склад населення:
| - 100,0 % — білих |

До двох чи більше рас належало 0,0 %. Частка іспаномовних становила 0,0 % від усіх жителів.
За віковим діапазоном населення розподілялося таким чином: 16,2 % — особи молодші 18 років, 61,3 % — особи у віці 18—64 років, 22,5 % — особи у віці 65 років та старші. Медіана віку мешканця становила 46,0 року. На 100 осіб жіночої статі у переписній місцевості припадало 90,5 чоловіків;  на 100 жінок у віці від 18 років та старших — 97,1 чоловіків також старших 18 років.
Цивільне працевлаштоване населення становило 0 осіб. 